# Petr Koliha
Petr Koliha (* 5. července 1956 Praha) je český filmový režisér, producent a vysokoškolský pedagog.

## Život a dílo
V roce 1982 absolvoval na oboru režie na FAMU.
Zfilmoval román Michaela Viewegha Výchova dívek v Čechách (1997) a knihu Bohumila Hrabala Něžný barbar (1989). Byl druhým režisérem filmu Cena medu (1986) a asistent režie filmů Já nejsem já (1985), Mravenci nesou smrt (1985) a Zátah (1985). Produkoval film Ceremoniář (1996).
V letech 2003–2012 působil jako umělecký ředitel Mezinárodního filmového festivalu pro děti a mládež ve Zlíně.
Od roku 2012 zastává funkci výkonného ředitele televizního kanálu ČT :D. V září 2023 oznámil nový generální ředitel ČT Jan Souček, že i po jeho nástupu do funkce od října 2023 bude Koliha manažerem programu ČT :D a bude spadat pod ředitele divize Program Milana Fridricha.
Dlouhodobě působil jako pedagog na FAMU (1989–2002).

## Výběr režií pro Československou a Českou televizi
- Domek u lesa (1986)
- Výsledek testu (1987)
- Proces s vrahy Martynové I. + II. (1988)
- Kočka na kolejích (1994)
- Play Strindberg (1996)
- Strážní andělé (1996)

## Výběr divadelních režií
- Hořký Maxim (Karamora) (1983, Divadlo na okraji, A studio Rubín v Praze)
- Višňový sad (1987, Divadlo na okraji, později A studio Rubín v Praze)[2][3]
- Kočka na kolejích (1994, Činoherní studio v Ústí nad Labem)
- Romeo a Julie (1994, Činoherní studio v Ústí nad Labem)
- Výmlat (2001, Činoherní studio v Ústí nad Labem a Universal NoD)
- Sud prachu (2003, Multiprostor Louny, Činoherní studio v Ústí nad Labem, A studio Rubín v Praze)